# Imbophorus pallidus
Imbophorus pallidus là một loài bướm đêm thuộc họ Pterophoridae. Nó được tìm thấy ở Úc.